# Lohn (Soleure)
Pour les articles homonymes, voir Lohn.
Lohn est une localité et une ancienne commune suisse du canton de Soleure, située dans le district de Wasseramt.

## Histoire
Situé sur les pentes du Bucheggberg, le site du village de Lohn est occupé au moins depuis l'époque romaine comme en témoignent les vestiges d'une villa du Ier siècle. Par la suite, le village est une propriété des comtes de Kibourg-Berthoud, passe entre les mains de la ville de Berne en 1406, puis de celles de Soleure en 1516. Érigé en commune, le village fait ensuite partie du bailliage de Kriegstetten avant de rejoindre le district de Wasseramt en 1831.
En 1993, la commune fusionne avec sa voisine d'Ammannsegg pour former la nouvelle commune de Lohn-Ammannsegg.